# Mus haussa
Mus haussa är en däggdjursart som först beskrevs av Thomas och Hinton 1920.  Mus haussa ingår i släktet Mus och familjen råttdjur. IUCN kategoriserar arten globalt som livskraftig. Inga underarter finns listade i Catalogue of Life.
Arten lever i Afrika från Senegal till Niger och Nigeria och kanske även i Tchad. Den vistas i savanner och besöker ibland människans byggnader.
Arten når en kroppslängd (huvud och bål) av 4,4 till 5,2 cm, en svanslängd av 3,5 till 4,2 cm och en vikt av cirka 3 g. Bakfötterna är cirka 1,2 cm långa och öronen är nästan 1 cm stora. Det förekommer en tydlig gräns som skiljer ovansidans sandfärgade päls från undersidans vita päls. Även läpparna, kinderna och strupen är vita. Svansen är täckt av fjäll och av enstaka hår. Honor har tre par spenar vid bröstet och två par vid ljumsken.
Mus haussa äter främst frön och insekter. Den är nattaktiv och går vanligen på marken.